# Herta Fauland
Herta Fauland (* 12. Mai 1929 in Wien; † 31. März 2020 in Klagenfurt) war eine österreichische Schauspielerin.

## Leben
Herta Fauland wurde als uneheliches Kind geboren und verbrachte die ersten fünf Lebensjahre bei einer Pflegemutter. Schon in jungen Jahren vom Theater begeistert, besuchte sie auf Empfehlung von Oskar Werner 1946 die Wiener „Schauspielschule Otto“. Ihre ersten Auftritte waren bei einem Studententheater zusammen mit Helmut Qualtinger, Kurt Sobotka und Ernst Stankovski. Danach folgten Engagements in Bonn, Bregenz, Darmstadt, Frankfurt, Salzburg und Linz. Ab 1955 trat Fauland regelmäßig im Klagenfurter Stadttheater auf. Seit 1973 von Herbert Wochinz fix engagiert, wurde sie zu einer festen Größe im Ensemble und stand bis zu ihrem letzten Auftritt im Jahr 2000 insgesamt 45 Jahre auf der Klagenfurter Bühne.
Daneben gastierte sie auch bei den Komödienspielen Porcia und übernahm einige Rollen im Fernsehen, wie zum Beispiel für den  Tatort oder in der Serie Ein Schloss am Wörthersee.
Anfang der 1990er Jahre gründete sie die erste Kärntner Schauspielschule namens „Odeon“, in der sie bis zu ihrem achtzigsten Lebensjahr Unterricht für junge Schauspieler und Sprecher gab.
Faulands drei Ehen, unter anderem mit den Schauspielern Werner Kreindl und Elmar Gunsch, wurden alle geschieden und blieben kinderlos.
Ihre Urne wurde am Friedhof St.Martin in Klagenfurt beigesetzt.

## Filmografie (Auszug)
- 1963:  Biedermann und die Brandstifter
- 1972: Die Abenteuer des braven Soldaten Schwejk
- 1985: Tatort: Nachtstreife (Fernsehreihe)
- 1990: Ein Schloß am Wörthersee (Fernsehserie, Folge „Adel verpflichtet zu nichts“)

## Hörspiele (Auszug)
- 1952: Otto Bielen: Albert und Angelika (Angelika) – Regie: Wilhelm Semmelroth (Original-Hörspiel – NWDR Köln)
- 1952: Josefa Elstner-Oertel: Der gläserne Berg (Die Königstochter) – Bearbeitung und Regie: Kurt Meister (Hörspielbearbeitung – NWDR Köln)
- 1953: Werner Gläser: Die Hauptsache (Mimi) – Regie: Ludwig Cremer (Original-Hörspiel – NWDR Köln)
- 1990: Linde Rotta: Wieder einmal Wien (Mama) – Regie: Heinz Wilhelm Schwarz (Hörspiel – WDR)